# 10 november
10 november är den 314:e dagen på året i den gregorianska kalendern (315:e under skottår). Det återstår 51 dagar av året.

## Namnsdagar

### I den svenska almanackan
- Nuvarande – Martin och Martina
- Föregående i bokstavsordning
  - Mait – Namnet infördes på dagens datum 1986, men flyttades 1993 till 15 juni och utgick 2001.
  - Martin – Namnet infördes på dagens datum 1986 och har funnits där sedan dess.
  - Martina – Namnet infördes 1901 på 22 februari, men flyttades 1993 till dagens datum och har funnits där sedan dess.
  - Martin Luther – Namnet har, även i formen Mårten Luther, sedan reformationen funnits på dagens datum, till minne av att reformatorn med detta namn föddes denna dag 1483. Det fanns där fram till 1993, då det utgick.
- Föregående i kronologisk ordning
  - Före 1901 – Martin Luther
  - 1901–1985 – Martin Luther
  - 1986–1992 – Martin Luther, Mait och Martin
  - 1993–2000 – Martin och Martina
  - Från 2001 – Martin och Martina
- Källor
  - Brylla, Eva (red.). Namnlängdsboken. Gjøvik: Norstedts ordbok, 2000 ISBN 91-7227-204-X
  - af Klintberg, Bengt. Namnen i almanackan. Gjøvik: Norstedts ordbok, 2001 ISBN 91-7227-292-9

### Finlandssvenska almanackan
- Nuvarande från 2020[1] – Martin, Martina, Mårten
- I föregående revideringar[a][2]
  - 1929–1949 – Martin
  - 1950–1972 – Martin, Mårten
  - 1973–2019 – Martin, Mårten, Martina

## Händelser
- 911 – Konrad I väljs till kung över östfrankiska riket.
- 1871 – Journalisten Henry Morton Stanley träffar äntligen på den skotske missionären David Livingstone i Ujiji vid Tanganyikasjön (de odödliga orden ”Dr.Livingstone, I presume?”).
- 1910 – Konglig Elektrosektionen vid Kungliga Tekniska Högskolan bildas vid ett konstituerande möte klockan 19.15.
- 1938 - Patent för "Bordsfotbollsspel eller liknande", patentet SE 94507,[3] Bernt Unger, ansökan inlämnad 22 april 1937
- 1942 – Erik Scavenius ersätter Vilhelm Buhl som Danmarks statsminister.[4]
- 1943 – De tre katolska prästerna Hermann Lange, Eduard Müller och Johannes Prassek samt den evangeliske pastorn Karl Friedrich Stellbrink blir avrättade i Untersuchungsgefängnis Hamburg för brott mot det Tyska riket. De räknas sedermera som martyrer (de Lübeckska martyrerna) och de blir alla (utom Stellbrink) saligförklarade 2011.
- 1969 – Det klassiska lärande barnprogrammet Sesame Street har premiär i USA. Programmet kom att exporteras i lokala versioner till 120 länder däribland Sverige.
- 1975 – FN:s generalförsamlings resolution 3379 emot sionism antas.
- 1983 – Bill Gates presenterar Microsoft Windows 1.0, som börjar levereras två år senare.
- 1989 – Bulgariens president Todor Zjivkov avsättes.
- 1991 – Sovjetunionen spelar i Deutschland cup sin absolut sista ishockeymatch (i Frankfurt). Matchen spelas mot Sverige och slutar 2–2, men Sovjet vinner ändå hela cupen.
- 1995 – Vid en presskonferens meddelar Mona Sahlin att hon avgår på grund av Tobleroneaffären.
- 2005 – Terroristattack mot Radisson Blu i Amman.

## Födda

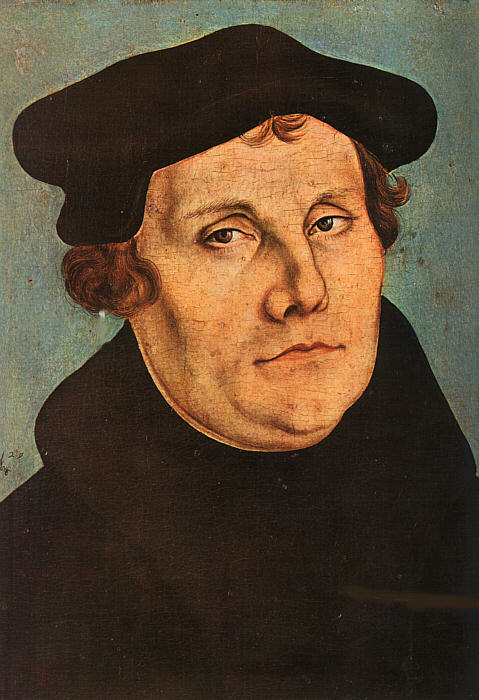
Martin Luther föddes den 10 november 1483.

- 1232 – Håkon den unge, kung av Norge 1240–1257.
- 1483 – Martin Luther, tysk reformator.
- 1493 – Paracelsus, egentligen Theophrastus Bombastus von Hohenheim, schweizisk läkare, alkemist och mystiker.
- 1565 – Laurentius Paulinus Gothus, svensk ärkebiskop 1637–1646.
- 1566 – Robert Devereux, 2:e earl av Essex, engelsk hovman, gunstling hos Elisabet I.
- 1584 – Katarina Vasa, svensk prinsessa, dotter till Karl IX, mor till Karl X Gustav.
- 1668 – François Couperin, fransk kompositör.
- 1697 – William Hogarth, brittisk målare, grafiker och karikatyrtecknare.
- 1728 – Oliver Goldsmith, irländsk författare.
- 1759 – Friedrich Schiller, tysk författare.
- 1791 – Robert Y. Hayne, amerikansk politiker, senator (South Carolina) 1823–1832.
- 1807 – Robert Blum, tysk politiker.
- 1826 – Oden Bowie, amerikansk demokratisk politiker och affärsman, guvernör i Maryland 1869–1872.
- 1854 – Arvid Kempe svensk lektor och politiker (liberal).
- 1856 – Rudolf Ekholm, svensk skohandlare och politiker.
- 1868 – Gichin Funakoshi, japansk karatemästare.
- 1889 – Claude Rains, brittisk skådespelare.
- 1890 – Carl F.W. Borgward, tysk biltillverkare.
- 1892 – Frank A. Barrett, amerikansk republikansk politiker.
- 1898 – Bertil Schedin, svensk skådespelare.
- 1899
  - Wessel Freytag von Loringhoven, tysk överste.
  - Dora Söderberg, svensk skådespelare.
- 1900 – Tore Lindwall, svensk skådespelare.
- 1902 – Katie Rolfsen, norsk-svensk skådespelare.
- 1906 – Josef Kramer, tysk SS-officer, koncentrationslägerskommendant.
- 1907 – Hedwig Bollhagen, tysk keramiker.
- 1911 – Harry Andrews, brittisk skådespelare.
- 1918 – Ernst Otto Fischer, tysk kemist, mottagare av Nobelpriset i kemi 1973.
- 1919 – Michail Kalasjnikov, rysk vapenformgivare.
- 1920 – Ruth Maier, österrikisk judinna.
- 1925 – Richard Burton, walesisk skådespelare.
- 1928
  - Ennio Morricone, italiensk kompositör, främst av filmmusik, och orkesterledare.
  - Beppe Wolgers, svensk författare, poet, översättare, entertainer.
- 1932 – Roy Scheider, amerikansk skådespelare.
- 1942 – Hans-Rudolf Merz, schweizisk politiker, finansminister 2003–2010.
- 1944 – Silvestre Reyes, amerikansk demokratisk politiker, kongressledamot 1997–2013.
- 1947
  - Lickå Sjöman, svensk skådespelare.
  - Greg Lake, brittisk rockmusiker, basist.
- 1950 – Debra Hill, amerikansk filmproducent och manusförfattare.
- 1955 – Roland Emmerich, tysk regissör, manusförfattare och filmproducent.
- 1956 – Peter Rangmar, svensk skådespelare, medlem av Galenskaparna och After Shave.
- 1963 – Mike Powell, amerikansk friidrottare.
- 1965 – Eddie Irvine, brittisk racerförare.
- 1968 – U-God, egentligen Lamont Jody Hawkins, amerikansk musiker och skådespelare.
- 1969 – Jens Lehmann, tysk fotbollsmålvakt.
- 1972 
  - Joel Borgstrand, svensk fotbollsspelare.
  - Dagfinn Lyngbø, norsk komiker och skådespelare.
- 1976 – Martin Åslund, svensk fotbollsspelare.
- 1977 – Brittany Murphy, amerikansk skådespelare.
- 1978 – Kristian Huselius, svensk ishockeyspelare.
- 1981 – Brolle, svensk musiker och artist.
- 1985 – Maja Francis, svensk artist.
- 1986 – Josh Peck, amerikansk skådespelare.
- 1997 – Daniel James (fotbollsspelare), walesisk fotbollsspelare.
- 1999
  - Armand Duplantis, amerikansk-svensk stavhoppare, mottagare av Svenska Dagbladets guldmedalj 2020.
  - João Félix, portugisisk fotbollsspelare.

## Avlidna
- 461 – Leo I, helgon, påve sedan 440.[5]
- 1241 – Celestinus IV, född Godfrey Castiglioni, påve sedan 25 oktober detta år.
- 1495 – Dorotea av Brandenburg, drottning av Sverige, Norge och Danmark 1445–1448 (gift med Kristofer av Bayern), av Danmark 1449–1481, av Norge 1450–1481 och av Sverige 1457–1464 (gift med Kristian I).
- 1549 – Paulus III, född Alessandro Farnese, påve sedan 1534.
- 1763 – Joseph François Dupleix, fransk generalguvernör i Indien.
- 1807 – Alexander Martin, amerikansk politiker, senator (North Carolina) 1793–1799.
- 1835 – Anders Ljungstedt, 76, svensk affärsman och historiker.
- 1852 – Gideon Mantell, 62, brittisk läkare, geolog och paleontolog.
- 1861 – Moritz Schreber, 53, tysk reformpedagog.
- 1887 – Louis Lingg, 23, tysk anarkist.
- 1891 – Arthur Rimbaud, 37, fransk poet.
- 1895 – Alexandru Odobescu, 61, rumänsk arkeolog, historiker, författare och politiker.
- 1907 – Louis E. McComas, 61, amerikansk republikansk politiker och jurist, senator (Maryland) 1899–1905.
- 1908 – Gustav Droysen, 70, tysk historiker.
- 1911 – Christian Lundeberg, 69, svensk politiker och industriledare, Sveriges statsminister från 2 augusti till 7 november 1905.
- 1938 – Kemal Atatürk, 57, det moderna Turkiets skapare, president.
- 1944 – Bartholomäus Schink, 16, tysk motståndsman och ledare inom Edelweisspiraten, avrättad.
- 1945 – John W. Thomas, 71, amerikansk republikansk politiker, senator (Idaho) 1928–1933 och 1940–1945.
- 1955 – Albert Holmkvist, 88, Purre, svensk tidningsman och kåsör.
- 1956 – David Seymour, 44, amerikansk fotograf och fotojournalist.
- 1968 – Gustaf Lövås, 73, svensk skådespelare.
- 1982 – Leonid Brezjnev, 75, sovjetisk politiker, Sovjetunionens president 1960–1964, generalsekreterare i det sovjetiska kommunistpartiet sedan 1964, Sovjetunionens president sedan 1977.
- 1991 – Gunnar Gren, 71, känd som ”Il professore”, svensk fotbollsspelare, OS-guld 1948, VM-silver 1958.
- 1998
  - Svetlana Beriosova, 66, litauisk ballerina.
  - Mary Millar, 62, brittisk skådespelare.
- 2001 – Carl-Gustav Esseen, 83, svensk matematiker som forskade inom sannolikhetsteori.
- 2002 – Anne-Marie Brunius, 86, svensk skådespelare.
- 2006
  - Gerald Levert, 40, amerikansk rhythm and blues-sångare.
  - Jack Palance, 87, amerikansk skådespelare.
  - Igor Sergejev, 68, rysk militär, försvarsminister 1997–2001.
  - Jack Williamson, 98, amerikansk science fictionförfattare.
- 2007
  - Norman Mailer, 84, amerikansk författare.
  - Laraine Day, 87, amerikansk skådespelare.
- 2008 – Kiyoshi Itō, 93, japansk matematiker.
- 2009
  - Robert Enke, 32, tysk fotbollsmålvakt.
  - John Allen Muhammad, 48, amerikansk seriemördare.
- 2010 – Dino De Laurentiis, 91, italiensk filmproducent.
- 2012 – Gabriel Åberg, 41, svensk rappare och grundare av skivbolaget Illizit Muzik.
- 2014 – Marianne Alopaeus, 96, finlandssvensk författare och översättare.
- 2015 – Helmut Schmidt, 96, västtysk socialdemokratisk politiker, förbundskansler 1974–1982.
- 2017 – Erika Remberg, 85, österrikisk skådespelare.
- 2020 – Sven Wollter, 86, svensk skådespelare

### Fotnoter
1. ↑  ”Universitetets namnsdagsalmanacka - Universitetets almanacksbyrå”. almanakka.helsinki.fi. Helsingfors universitet. https://almanakka.helsinki.fi/sv/kalender-2025/. Läst 22 februari 2025.
2. ↑  ”Namnsdagsrevideringar - Universitetets almanacksbyrå”. almanakka.helsinki.fi. Helsingfors universitet. https://almanakka.helsinki.fi/sv/namnsdagar/namnsdagsrevideringar.html. Läst 3 oktober 2020.
3. ↑   patent SE94507, Svensk Patentdatabas /PRV.se (läst 10 juni 2025)
4. ↑  ”Denmark” (på engelska). World Statesmen. http://www.worldstatesmen.org/Denmark.html. Läst 7 november 2012.
5. ↑  ”Roman Catholic Church” (på engelska). World Statesmen. http://www.worldstatesmen.org/Catholic.html. Läst 22 november 2012.